# Kromerowo
Kromerowo (deutsch Krämersdorf) ist ein Ort in der polnischen Woiwodschaft Ermland-Masuren. Er gehört zur Gmina Barczewo (Stadt-und-Land-Gemeinde Wartenburg i. Ostpr.) im Powiat Olsztyński (Kreis Allenstein).

## Geographische Lage
Kromerowo liegt im Westen der Woiwodschaft Ermland-Masuren, 24 Kilometer nordöstlich der Kreis- und Woiwodschaftshauptstadt Olsztyn (deutsch Allenstein).

## Geschichte
Der seinerzeit Cromerowo, nach 1571 Cramorowo und nach 1785 Crämersdorf genannte Ort wurde im Jahre 1571 gegründet. 1785 wurde er als „königliches Dorf“ im Amt Wartenburg mit neun Feuerstellen erwähnt, 1820 als „königliches Bauerndorf“ mit 14 Feuerstellen und 60 Einwohnern. Eine am 3. Dezember 1861 durchgeführte Volkszählung erbrachte für Krämersdorf 21 Wohngebäude mit 221 Einwohnern.
Zwischen 1874 und 1945 war Krämersdorf Teil des Amtsbezirks Ramsau (polnisch Ramsowo) im ostpreußischen Kreis Allenstein.
Im Jahre 1910 waren in Krämersdorf 264 Einwohner registriert. Ihre Zahl belief sich im Jahre 1933 auf 260 und im Jahre 1939 auf 304.
In Kriegsfolge kam 1945 das gesamte südliche Ostpreußen zu Polen. Krämersdorf erhielt die polnische Namensform „Kromerowo“ und ist heute eine Ortschaft im Verbund der  Stadt-und-Land-Gemeinde Barczewo (Wartenburg i. Ostpr.) im Powiat Olsztyński (Kreis Allenstein), von 1975 bis 1998 der Woiwodschaft Olsztyn, seither der Woiwodschaft Ermland-Masuren zugehörig. Im Jahre 2011 zählte Kromerowo 145 Einwohner.

## Kirche
Bis 1945 war Krämersdorf in die evangelische Kirche Wartenburg (Ostpreußen) (polnisch Barczewo) in der Kirchenprovinz Ostpreußen der Kirche der Altpreußischen Union, außerdem in die römisch-katholische Kirche Groß Ramsau (polnisch Ramsowo) eingepfarrt.
Heute gehört Kromerowo katholischerseits weiterhin zu Ramsowo, das nunmehr im Erzbistum Ermland liegt. Evangelischerseits sind die Einwohner nach Biskupiec (Bischofsburg) hin orientiert – zur dortigen Filialkirche der Pfarrei Sorkwity (Sorquitten) in der Diözese Masuren der Evangelisch-Augsburgischen Kirche in Polen.

## Verkehr
Kromerowo liegt an der verkehrsreichen und jetzt im Ausbau zur Schnellstraße S 16 begriffenen polnischen Landesstraße 16 (einstige deutsche Reichsstraße 127), die von Grudziądz (Graudenz) durch drei Woiwodschaften bis zur polnisch-litauischen Staatsgrenze verläuft. In Kromerowo ist bereits die für die Schnellstraße S 16 vorgesehene Anschlussstelle fertiggestellt. 
Vom Nachbarort Niedźwiedź (Bärenbruch) kommend endet eine Nebenstraße in Kromerowo.
Östlich des Dorfes überquert eine Grünbrücke (auch „Wildbrücke“ genannt, polnische Bezeichnung „Zielony most“) die bisherige Landesstraße 16. Hier wird der Wechsel der Tierwelt registriert und dokumentiert. Die Brücke bei Kromerowo war die erste dieser Anlagen in Masuren.
Ein Bahnanschluss besteht für Kromerowo nicht.